# RNF38
RNF38‏ (Ring finger protein 38) هوَ بروتين يُشَفر بواسطة جين RNF38 في الإنسان.